# Worldbeat
Worldbeat è un termine usato nel mondo anglofono corrispondente al nostro world music. Si usa, infatti, per racchiudere quegli stili musicali che fondono elementi della musica folk o etnica con altri derivati dalla popular music, cioè la musica pop occidentale come il rock, la musica leggera, ma anche soul, funk, etc.
Di solito, si considera che il worldbeat sia nato a metà degli anni ottanta, quando artisti come David Byrne, Peter Gabriel e Paul Simon iniziarono ad incorporare nella loro musica elementi latini e africani. 
In realtà questo processo è solo esploso in quegli anni, in concomitanza con il fenomeno della globalizzazione, ma è nato molto prima, specie in ambito jazz e caraibico. Uno dei progenitori è il trombettista Dizzy Gillespie, che sul finire degli anni '40 fuse la musica cubana al bebop, elaborando così l'afrocuban jazz. Successivamente ci furono molti altri esempi nel jazz di questa tendenza, interpretati da musicisti come John Coltrane, Don Cherry, o da gruppi come il Paul Winter Consort, i Weather Report e gli Oregon, che tra gli anni '60 e '70 sperimentarono l'incontro tra jazz e varie musiche etniche del mondo, provenienti soprattutto dall'India, dall'Africa e dal centro-sud America.
Negli anni '80, quindi, il fenomeno si spostò nell'ambito della popular music e cominciò a guadagnare una grossa fetta di mercato internazionale. Ma ormai, in seguito alla diffusione della musica afroamericana e del rock anche in Africa, erano nati altri generi già figli di una contaminazione, come il mbalax senegalese e l'afrobeat nigeriano. Nei dischi di Peter Gabriel, Paul Simon e gli altri, quindi, il rock venne fuso non solo con alcune musiche tradizionali africane, ma anche con questi nuovi generi.
Alcuni dei più comuni generi folk incorporati sono raï, samba, flamenco, tango, qawwali, highlife e il raga.